# Bohag Bihu

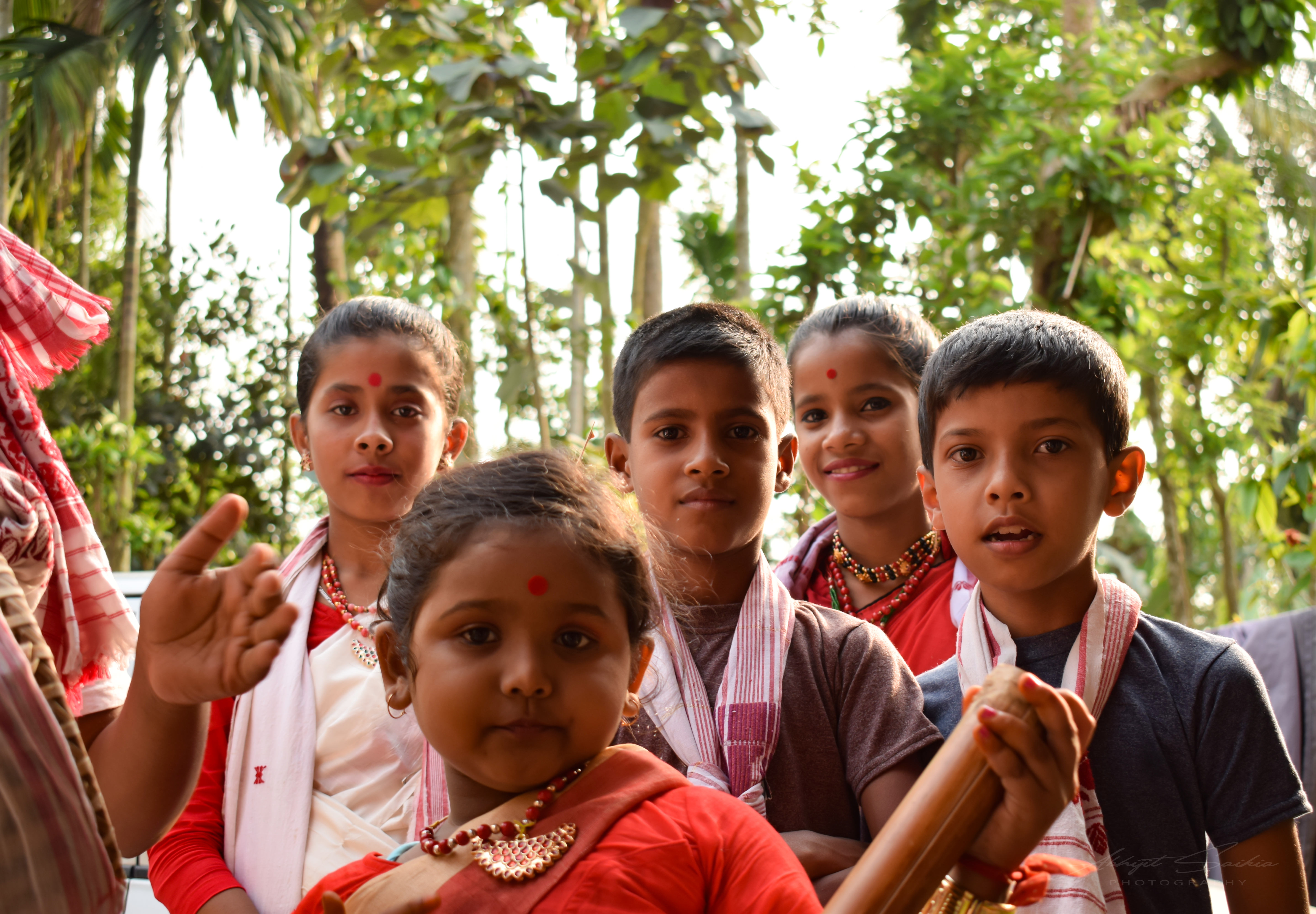
Un grupo de 'Husori' para el 'Bohag Bihu' de Assam con su atuendo tradicional.

Bohag Bihu o Rangali Bihu, también llamado Haat Bihu (asamés: ব'হাগ বিহু, Hindi: बोहाग बिहू) (siete Bihus) es un festival que se celebra en el estado de Assam y en el este de la India del norte, y marca el inicio del Año Nuevo asamés el 13 de abril. Históricamente significa el momento de la cosecha.
La población de Assam, participa del festival independientemente de su religión y el mismo promueve la celebración de la diversidad. En la India se celebra siete días después del Vishuva Sankranti del mes de Vaisakh. Los tres tipos principales de Bihu son Rongali Bihu, Kongali Bihu y Bhogali Bihu. Cada festival reconoce históricamente un ciclo agrícola diferente de las cosechas de arroz. Durante Rangali Bihu hay 7 fases: 'Chot', 'Raati', 'Goru', 'Manuh', 'Kutum","Mela" y "Chera'.

## Raati Bihu (ৰাতি বিহু)
Esta fase comienza en la primera noche del mes de Cheitra y dura hasta Uruka. Se realiza generalmente bajo un árbol centenario o en un campo abierto iluminado por antorchas. Se celebraba en los pueblos Chowdang y se entiende como una reunión para las mujeres de la localidad. La participación de los hombres era sobre todo ceremonial. Un instrumento musical muy empleado en esta fase fue la bholuka baahor toma, que es un instrumento de bambú.

## Chot Bihu (চ'ত বিহু)
También llamado Bali Husori, esta fase comienza en el segundo día del mes de Cheitra. En este día se organizan cantos y bailes Bihu por los jóvenes en lugares al aire libre, campos o patios de la sala de oración de la comunidad.

## Goru Bihu (গৰু বিহু)
Esta fase tiene que ver con las raíces agrícolas de Assam y la importancia del ganado, que proporciona tradicionalmente el sustento. En la última fecha del mes Cheitra o el día de Sankranti, el primer día de Rongali Bihu se dedica al mantenimiento del ganado y se celebra un espectáculo. Normalmente las reses de un pueblo son llevadas a una fuente de agua, como un estanque o un río. El ganado se lava con una combinación de hierbas simbólicas: maah-halodhi (gramo negro y pasta de cúrcuma), dighloti batida (salicifolia litsea, una planta con una larga hoja), makhioti (strobilifera flemingia, una planta con una flor suave) y piezas de lau (calabaza de botella) y bengena (berenjena). Después de lavar el ganado, las ramas restantes se cuelgan en las reses, lo que significa que han participado. 

## Manuh Bihu (মানুহ বিহু)
El primer día del mes de Vaisakh marca el Manuh Bihu. La población se da un baño especial y se pone ropa nueva. "Manuh Bihu" consiste en la tradición de buscar las bendiciones de los ancianos en una familia y presentar el parche ceremonial de Bihuwan o un paño, a modo d regalo, para ser usado como un símbolo de orgullo cultural. Esta gamuza es una parte indispensable de la vida y la cultura de Assame, con su distintivo significado simbólico. La complejidad de su fabricación artesanal simboliza las ideas de la amistad, el amor, la relación, la calidez, la hospitalidad y está íntimamente entretejida en la trama social de Assam.

## Kutum Bihu (কুতুম বিহু)
La segunda fecha de Visakh es Kutum Bihu. En este día la gente visita a sus familias, parientes y amigos, y comen o cenan juntos y comparten noticias e historias.

## Mela Bihu (মেলা বিহু)
El tercer día de Bihu está marcado por la celebración de Bihu, con eventos culturales y competiciones en lugares al aire libre (Mela simboliza "Feria"). Antiguamente, el rey y su corte solía acudir a este tipo de ferias a mezclarse en las celebraciones Bihu. Esta tradición de eventos continúa hasta la fecha. Las ferias son atendidas por gente de todo Assam y están dirigidas a fomentar una atmósfera de la hermandad comunitaria y la inclusión.

## Chera Bihu (চেৰা বিহু)
Es el cuarto y último día de Rongali Bihu. En diferentes regiones de Assam, la gente lo celebra de manera diferente, pero el tema común está relacionado con las celebraciones de la contemplación y las resoluciones futuras. Se caracteriza por el intercambio de pithas hechas por diferentes familias entre sus amigos y familiares durante la semana Bihu.